# Pfarrhaus (Hirschlanden)

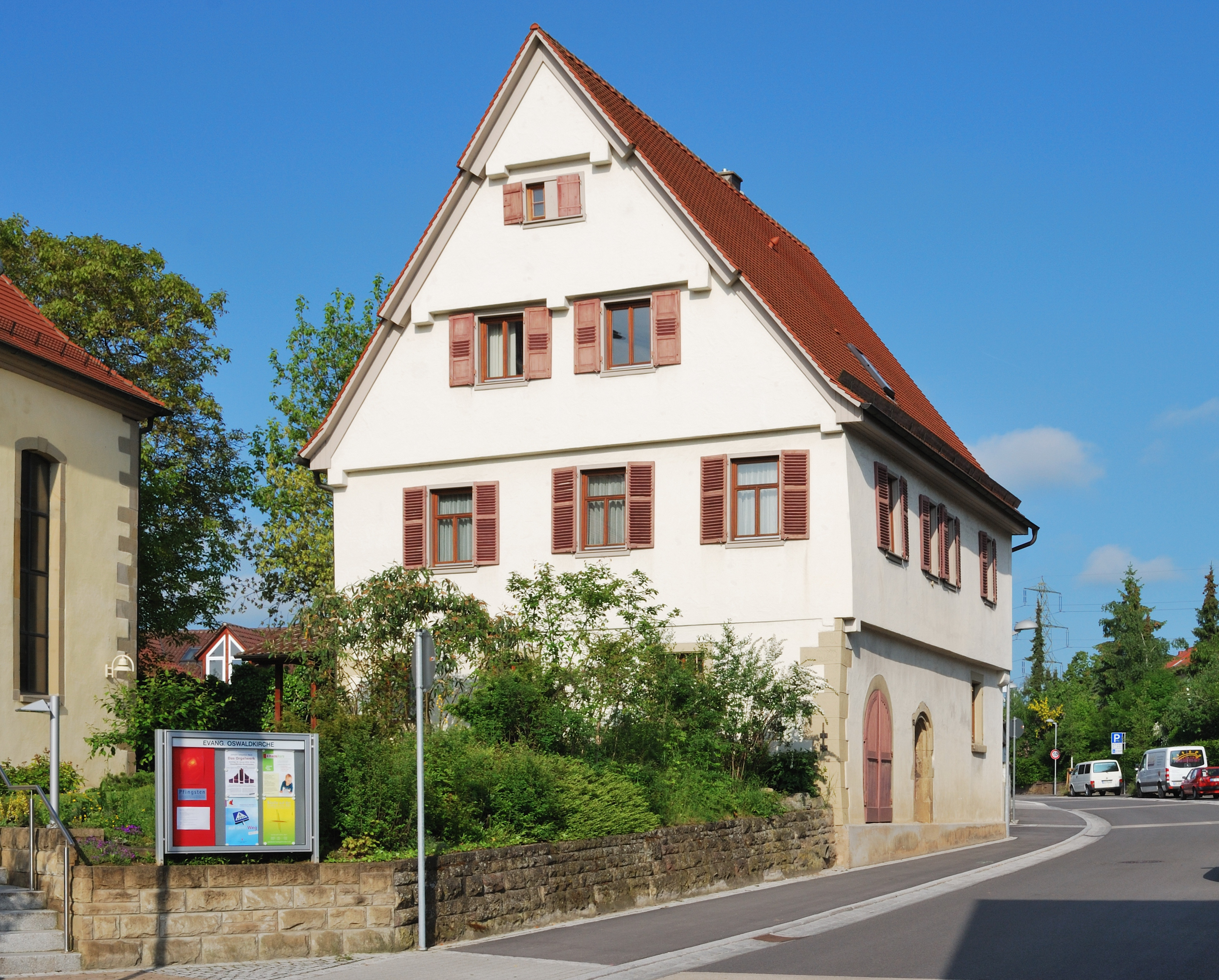
Pfarrhaus von Hirschlanden

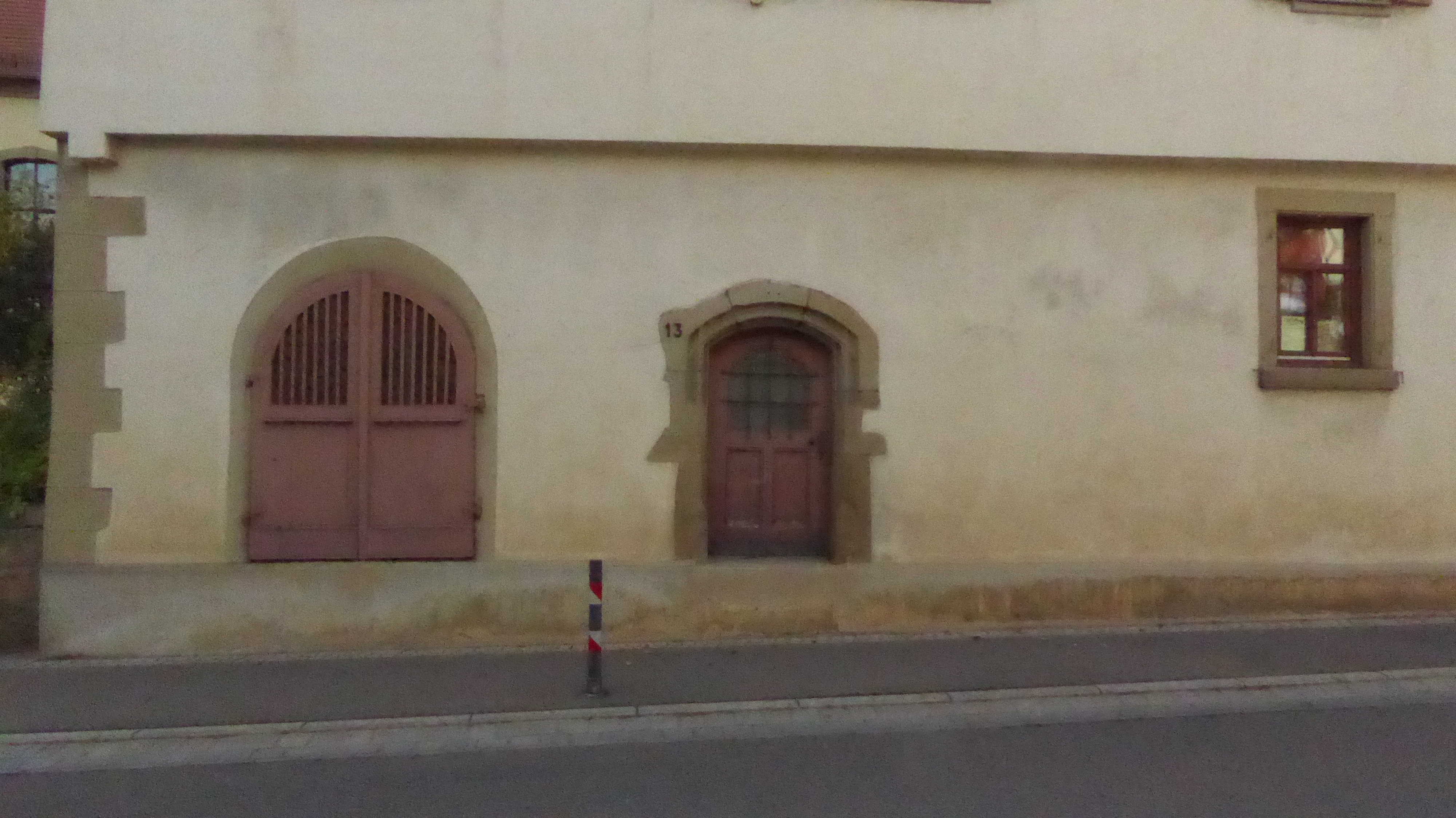
Ursprüngliche Türen

Das ehemalige Pfarrhaus in Hirschlanden, einem Ortsteil der Stadt Ditzingen, ist ein geschütztes Kulturdenkmal gemäß § 2 DSchG BW.
Der traufständige, heute verputzte Fachwerkbau mit einem straßenseitigen Rundbogen-Kellertor wurde um 1483/86 im Garten des ehemaligen Widdumhofs errichtet und 1823 grundlegend erneuert. Der Wohnbereich bestand im 19. Jahrhundert aus drei heizbaren und einem nicht heizbaren Zimmer im Obergeschoss, einem Gästezimmer im Dachgeschoss und einer Studierstube im Erdgeschoss, die 1823 auf Veranlassung des damaligen Pfarrers Ludwig Friedrich Heuglin eingebaut wurde. 1824 wurde im Pfarrhaus der Afrikaforscher Theodor von Heuglin geboren.
Im Zuge des Ausbaus der Heimerdinger Straße wurde Anfang der 1960er Jahre der bisherige straßenseitige Zugang aufgegeben und an die Rückseite des Hauses verlegt. Nach dem Bau eines neuen Pfarrhauses stand das Gebäude zur Disposition. 1974 wurde es von der damals noch selbständigen Gemeinde Hirschlanden erworben, um eine Altenstube, das Archiv und eine Ortsbibliothek einzurichten. Nach dem Zusammenschluss Hirschlandens mit der Stadt Ditzingen wurde das Projekt nicht mehr realisiert. Der drohende Abriss wurde lediglich durch die Weiternutzung durch die evangelische Kirchengemeinde verhindert. 1983 kaufte sie das Haus zurück und ließ es 1992 erneut renovieren. Heute wird es durch das Evangelische Bezirksjugendwerk Ditzingen genutzt.